# Голоси Чорнобиля
«Голоси Чорнобиля» (фр. La supplication) — міжнародно-спродюсований драматичний фільм, знятий Полом Крухтеном за книгою «Чорнобильська молитва» Світлани Алексієвич. Світова прем'єра стрічки відбулась 24 січня 2016 року в Трієстському кінофестивалі. Фільм розповідає історії свідків Чорнобильської катастрофи: вчених, ліквідаторів, журналістів, вчителів та простих мешканців.
Фільм був висунутий Люксембургом на премію «Оскар» за найкращий фільм іноземною мовою.

## У ролях
- Дінара Друкарова — Валентина Тимофіївна
- Ігор Бершадський
- Марія Бондаренко
- Андрій Чаюк
- Галина Корнєєва
- Наталія Ковальчук

## Визнання
| Нагороди та номінації фільму «Голоси Чорнобиля» | Нагороди та номінації фільму «Голоси Чорнобиля»          | Нагороди та номінації фільму «Голоси Чорнобиля» | Нагороди та номінації фільму «Голоси Чорнобиля» | Нагороди та номінації фільму «Голоси Чорнобиля» | Нагороди та номінації фільму «Голоси Чорнобиля» |
| Рік                                             | Кінопремія / Кінофестиваль                               | Категорія / Нагорода                            | Номінант                                        | Результат                                       |                                                 |
| ----------------------------------------------- | -------------------------------------------------------- | ----------------------------------------------- | ----------------------------------------------- | ----------------------------------------------- | ----------------------------------------------- |
| 2016                                            | Міннеаполіський/Сент-Польський міжнародний кінофестиваль | Найкращий документальний фільм                  | «Голоси Чорнобиля»                              | Перемога                                        |                                                 |